# Теслугів
Теслу́гів — село в Україні, у Крупецькій сільській громаді Дубенського району Рівненської області.
Населення становить 1051 осіб.

## Географія
Село розташоване на правому березі річки Пляшівки.

## Історія
Теслугів лежить на людному шляху. Тут проїжджають екскурсії, прямуючи до Національного історико-меморіального заповідника «Поле Берестецької битви». Увагу багатьох у селі привертає церква — пам'ятка архітектури XIX століття. Та мало кому відомо: Теслугів цікавий і тим, що тут жив і похований поет-сатирик XVI століття Іван Журавницький (Ян Жоравницький). Його дружину Олену Копоть-Журавницьку (1525-?) вважають першою українською поетесею.
Неподалік від центру села, на річці Пляшівці, є острівок, де, за переказами, стояв дерев'яний замок Журавницького. А за кілька сотень метрів звідси збереглося старе кладовище, де власник села знайшов свій останній спочинок. Згідно з заповітом (тестаментом), що зберігся в луцьких «кгродських» книгах, поховали Івана «в маєтку Теслугові при церкві святого Михайла за законом грецьким». Розповідають, що цю церкву в XVII столітті продали в сусіднє село Острів; то буцімто саме в ній перед Берестецькою битвою 1651 року молилися Богдан Хмельницький, Іван Богун та інші козацькі полководці. А незадовго до Першої світової війни церкву перенесли на острів Журавлиха під селом Пляшевою, до створюваного заповідника «Козацькі могили»…
За даними записів Крем'янецького земського суду у листопаді 1624, поселення мало статус містечка.
У 1906 році село Теслугівської волості Дубенського повіту Волинської губернії. Відстань від повітового міста 40 верст. Дворів 145, мешканців 963.
7 (20) листопада 1917 року, відповідно до Третього Універсалу Української Центральної Ради, увійшло до складу Української Народної Республіки.
12 червня 2020 року, відповідно до розпорядження Кабінету Міністрів України № 722-р від «Про визначення адміністративних центрів та затвердження територій територіальних громад Рівненської області», увійшло до складу Крупецької сільської громади Радивилівського району.

19 липня 2020 року, в результаті адміністративно-територіальної реформи та ліквідації Радивилівського району, село увійшло до складу Дубенського району.

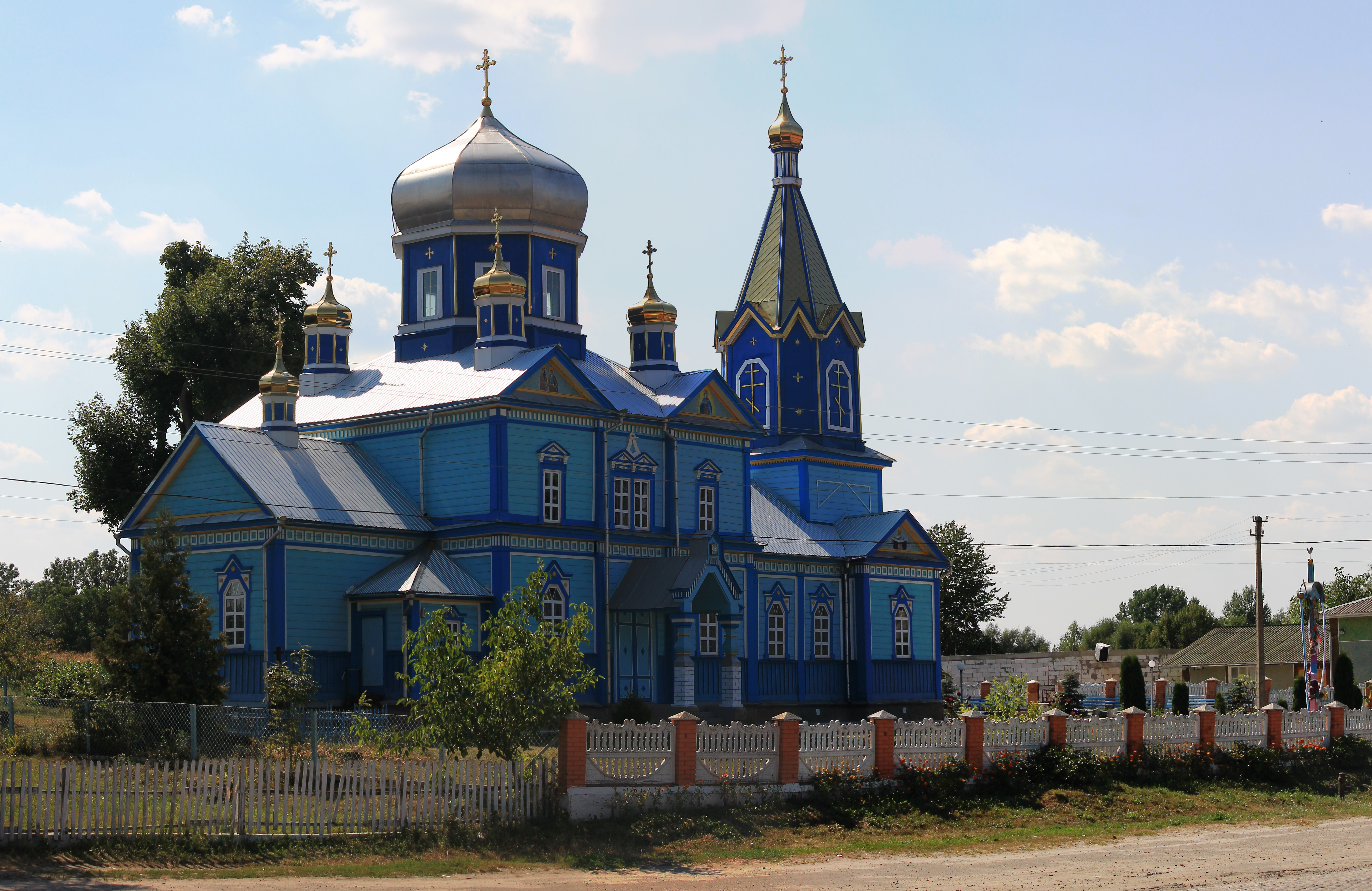
Церква XIX ст.

## Публічно-шкільна бібліотека
У далекі післявоєнні часи бібліотеки як такої не було. На той час, не кожен самий багатий селянин мав книгу, тому-то головним розповсюджувачем інформації були газети. Згодом влада по селах побудувала школи а разом з тим була відчутна потреба у бібліотеці, у книзі. У 1948 році у польському будинку який називався ремізою була створена Теслугівська сільська бібліотека. Бібліотека налічувала всього декілька екземплярів книг. Які в той час були на вагу золота і люди які почерпали з них свою мудрість, оберігали їх і шанували понад усе. Ці книги перечитувались по декілька разів, вечорами при лампах у бібліотеці, де збиралися люди на вечорниці і разом з тим послухати мудре слово.

Бібліотекарем працювала Качарова Євгенія Павлівна. В цьому приміщенні бібліотека працювала до 1952 року. В 1952 році бібліотека згоріла, частину книг вдалося зберегти і бібліотеку розмістили у інше приміщення. В 1960 році бібліотека одержала будинок більш просторий на дві кімнати.

Бібліотека мала досить великий фонд, щоб задовольнити запити читачів. Тут уже проводились вечори відпочинку, бесіди і різні заходи. Вже в цей час бібліотекарем працювала Коваль Віра Іванівна.
Вона була пристрасним пропагандистом книги, жила життям своїх читачів, душею вболівала за їхні трудові перемоги. Брала участь у випуску листівок, блискавок, листків трудової слави, оформляла пересувні книжкові виставки у кімнаті тваринника. У 1960 роках при бібліотеках працювали книгоноші, які носили книги на ферму, тракторну бригаду, на тік. Перед виборами до сільських, районних, обласних Рад народних депутатів, до Верховної ради у бібліотеках створювали «Агітпункти». Скликалися наради агітаторів, складалися плани. Агітатори знайомили односельчан з біографіями кандидатів, вели роз'яснювальну роботу. Бібліотека поповнялась все новими і новими книгами.

В січні 1977 року було здійснено централізацію бібліотечної мережі. Районна масова бібліотека була перейменована на центральну, а сільські бібліотеки отримали нову назву бібліотека — філіал.

У 1986 році було відкрито Будинок Культури на 600 місць і бібліотека отримала світле, просторе приміщення. Були придбані нові столи, стільці, стелажі, книжкові вітрини. В часи її роботи сільська бібліотека була однією з найкращих у районі. Вона була активним популяризатором літератури серед дітей і молоді. Спільно з працівниками Будинку культури, педагогами школи вносила вагомий вклад в культурне життя місцевої громади, за що одержувала щирі слова подяки від краян, нагороджувалася грамотами відділу культури, брала участь в художній самодіяльності сільського будинку культури. Та й у цьому приміщенні бібліотека довго не перебувала.

У 1997 році у зв'язку з аварійним приміщенням Будинку культури бібліотеку було перенесено у контору колгоспу де й працює до сьогодні.

У 2002 році бібліотека була реорганізована у публічно-шкільну.

З 1995 року і по сьогодні бібліотекарем працює Дрегер Надія Миколаївна

В бібліотеці понад 14 тисяч примірників книг 12 назв періодичних видань. Діє клуб «Книголюб», який об'єднує учнів загальноосвітньої школи, вчителів, молодь. Засідання клубу відбуваються кожного кварталу, на яких члени клубу розвивають свої творчі здібності та ерудицію, проявляють активність та ініціативу, спілкуються з книгою та своїми ровесниками.

В 2011 році в рамках програми «Бібліоміст» бібліотека отримала комп'ютерне обладнання з підключенням Інтернет. В бібліотеці користувачі мають можливість отримати вільний доступ до всіх джерел інформації, які є в бібліотеці. До їхніх послуг безкоштовні Інтернет — ресурси та різноманітна бібліографічна інформація, скайп — спілкування. Досить цікавим є сайт книгарні http://teslugiv.at.ua/, який відображає, як життя бібліотеки та всієї громади сільської ради Теслугова, починаючи історією та закінчуючи сьогоденням, а це інфраструктура, цікаві люди села, легенди та побут даного населеного пункту тощо.

Дякуючи Інтернету, зріс імідж бібліотеки в селі. Нашими користувачами стають люди, котрі раніше не відвідували бібліотеку, приходить віруюча молодь, яка користується християнськими сайтами. Бібліотека забезпечує доступ до отримання інформації для усіх членів громади, популяризує електронні ресурси, обслуговує за постійно діючими запитами(представники органів влади, керівники), надає допомогу користувачам у разі їх самостійної роботи.

Надзвичайно ефективним і корисним є використання сучасних мультимедійних засобів при підготовці і проведенні різноманітних заходів і акцій. Адже захід перетворюється у яскраве і видовищне свято, якщо його доповнюють ілюстрації, цікаві відеоматеріали тощо.

З січня 2012 року Теслугівська ПШБ — учасниця мережі Пунктів доступу громадян до офіційної інформації. Тож усі бажаючі можуть долучитись до електронного врядування, звернутись безпосередньо на сайт президента, Верховної Ради чи уряду, отримати інформацію з сайтів органів державної влади будь-якого рівня.

## Відомі люди
- У селі народився Качан Остап Григорович (псевда «Косар», «Остап», «Саблюк», «Шаркан»; 1910 — 18.12.1944, біля с. Залісці ?) — командир сотні УПА, а в 1944 р. командир рейдуючої групи УПА у Вінницькій обл. та куреня в УПА-Південь. Хорунжий (31.08.1944), поручник (?), сотник (24.04.1944) УПА; відзначений Золотим хрестом бойової заслуги 2-го класу (8.10.1945)[6].
- У селі народилася поетеса Ангеліна Оборіна,
- У селі жив і похований поет-сатирик XVI століття Іван Журавницький (Ян Жоравницький), який став героєм документальної повісті Григорія Нудьги «Не бійся смерті».
- деякий час тут працював у колгоспі поет Григорій Чубай.

## Відомі земляки
Веремей Константин Іванович — народився 4 червня 1912 року в с. Теслугів Радивилівського району Рівненської області. Воював на II Прибалтійському фронті. Помер 24 жовтня 1978 році.
Нагороджений медалями:
- «За перемогу над Німеччиною»
- Ювілейна медаль «20 років перемоги у Великій Вітчизняній війні 1941—1945 рр.»

Демчук Стах Леонтійович — народився в 1921 році в с. Теслугів Радивилівського району
Рівненської області. Воював на І Українському фронті. Помер в 1993 році.
Нагороджений орденами і медалями:
- «За победу над Германией»,
- «За боевые заслуги»,
- «Орден Красной Звезды»,
- «Двадцять років перемоги у Великій Вітчизняній війні 1941—1945 рр.»

Іванюк Павло Андрійович — народився в 1924 році в с. Теслугів Радивилівського району Рівненської області. Визволяв м. Ригу, брав участь у воєнних діях в Японії. Помер в 1980 році.
Нагороджений медалями:
- «За перемогу над Німеччиною»
- медаль «За перемогу над Японією»
- «25 лет Победы»

Качаров Борис Андрійович — народився 24 липня 1924 року в с. Кораблище Млинівського району Рівненської області. 24 березня 1944 р. був призваний на фронт. Служив у саперних військах мінером. Воював на Прибалтійському фронті. 21 квітня 1945 року в Німеччині в напрямку на м. Дрезден був важко поранений у бою. Лікувався у воєнному госпіталі м. Омськ. Повернувся в рідне село в жовтні 1945 році. Інвалід Великої Вітчизняної війни проживав в с. Теслугів. Помер у 2021 році. 
Нагороджений медалями:
- «За бойові заслуги»;
- «За перемогу над Німеччиною»;
- Ювілейною медаллю «20 років перемоги у Великій Вітчизняній війні 1941—1945 рр.»;
- Ювілейною медаллю «30 років перемоги у Великій Вітчизняній війні 1941—1945 рр.».
- Ювілейною медаллю «40 років перемоги у Великій Вітчизняній війні 1941—1945 рр.»;
- Ювілейною медаллю «50 років перемоги у Великій Вітчизняній війні 1941—1945 рр.».
- Ювілейною медаллю «60 років перемоги у Великій Вітчизняній війні 1941—1945 рр.»;

орденами:
- «Орден слави III ступеня»
- Орден «За мужність»
- «Орден Вітчизняної війни І ступеня»

Коритнюк Феодосій Павлович — народився в 1904 році в с. Теслугів Радивилівського району Рівненської області. Воював на III Білоруському фронті та в Японії. Помер в 1980 році.
Нагороджений медалями:
- «За перемогу над Німеччиною»
- «За перемогу над Японією»
- «20 років Перемоги у Великій Вітчизняній війні 1941—1945 рр.»

Кутя Дмитро Калинович — народився в 1921 році в с. Теслугів Радивилівського району Рівненської області. Воював на III Білоруському фронті та брав участь в бойових діях в Японії (Приморська група). Помер в 1985 році.
Нагороджений медалями
- «За перемогу над Японією»,
- «За перемогу над Німеччиною»,
- «За взяття Кінізберга»,
- «За відвагу»,
- «Двадцять років перемоги у Великій Вітчизняній війні 1941—1945 рр.»
- Три"дцять років перемоги у Великій Вітчизняній війні 1941—1945 рр."

Лагнюк Григорій Антонович — народився 16 березня 1907 року в с. Теслугів Радивилівського району Рівненської області. Воював на ІІІ Прибалтійському і І Українському фронтах. Помер в 1989 році.
Нагороджений орденами і медалями:
- «За перемогу над Німеччиною»,
- «Двадцять років перемоги у Великій Вітчизняній війні 1941—1945 рр.»,
- «За відвагу»,
- «За взяття Берліна»,
- «За визволення Праги»

Мазепа Олексій Калинович — народився в 1921 році в с. Теслугів Радивилівського району Рівненської області. Воював на І Українському фронті. Помер у 1995 році.
Нагороджений медалями:
- «За відвагу»,
- «За перемогу над Німеччиною»,
- «Двадцять років перемоги у Великій Вітчизняній війні 1941—1945 рр.»